# Spectrum (canção de Zedd)
Spectrum é uma canção do produtor alemão de música eletrônica Zedd com o músico americano Matthew Koma. Foi lançada como single em 4 de junho de 2012, e serviu como o primeiro single do álbum de estúdio de estreia de Zedd, Clarity. Foi escrita por Koma e Zedd.
Um extended play da canção - com remixes de Armin van Buuren, Arty, Deniz Koyu, bem como Congorock – foi lançado em 31 de julho de 2012. O EP também possui uma faixa intitulada "Human" (uma colaboração com Nicky Romero), que também foi lançada como single em 31 de julho.
Yunho, Donghae, Eunhyuk, Kai, Lay, Taemin e Minho com o nome de SM The Performance lançaram uma versão coreana com vocais de Taemin, Donghae e Yunho. Esta versão foi lançada em 30 de dezembro de 2012 pela SM Entertainment e os lucros foram dados para a caridade.

## Vídeo musical
O vídeo oficial para a música estreou em 15 de agosto de 2012. Foi dirigido por Petro e estrelado Taryn Manning e Derek Magyar.
Discutindo o vídeo com Rolling Stone, Zedd disse o seguinte:

Eu queria que o vídeo para capturasse a energia em constante mudança e a emoção da música através de sentimentos humanos reais ... Ele leva você a uma viagem através do amor, perda, contentamento e ansiedade. Musicalmente, a progressão de acordes capturou o sentimento e tensão, imprevisibilidade e desconhecido. O vídeo retrata isso através de uma relação entre um homem (ser humano) e uma mulher (alienígena) e a dinâmica/excitação entre os dois.— Zedd.

## Lista de faixas
Todas as versões de "Spectrum" listadas abaixo tiveram a participação de Matthew Koma.
CD Single e Download Digital
1. "Spectrum" (Radio Edit) – 4:03
2. "Spectrum" (Extended Mix) – 6:01

Download Digital (EP)
1. "Spectrum (Extended Mix)" – 6:01
2. "Spectrum (Armin van Buuren Remix)" – 6:28
3. "Spectrum (A-Trak & Clockwork Remix)" – 5:05
4. "Spectrum (Arty Remix)" – 6:05
5. "Spectrum (Deniz Koyu Remix)" – 6:35
6. "Spectrum (Gregori Klosman & Tristan Garner Knights Remix)" – 4:57
7. "Spectrum (Congorock Remix)" – 5:42
8. "Spectrum (Monsta Remix)" – 5:30
9. "Human (com Nicky Romero)" – 4:17

#### DownloadDigital (Shreddie Mercury Remix) (Versão Exclusiva doBeatport)[9]
1. Spectrum" (Shreddie Mercury Remix) – 5:18

#### Outras Versões
1. "Spectrum (Headhunterz Remix) - 4:02 (Download gratuito disponível na página do Soundcloud de Headhunterz).[10]
2. "Spectrum (Livetune Remix) (featuring Matthew Koma e Hatsune Miku)" – 3:21 (Esta versão é um remix exclusivo apenas para o Japão.)[11]

#### Remixes não oficiais
1. "Spectrum (Johnny Wolinger Remix)" – 5:00[12]

## Integrantes
- Zedd – Produtor, Compositor
- Matthew Koma – Compositor, Vocalista

## Paradas e posições
| País/Parada (2012)                              | Melhor posição |
| ----------------------------------------------- | -------------- |
| Alemanha (Media Control Charts)                 | 80             |
| Áustria (Ö3 Austria Top 40)                     | 30             |
| Bélgica (Ultratop 50 Flanders)                  | 74             |
| Estados Unidos (Bubbling Under Hot 100 Singles) | 5              |
| Estados Unidos (Hot Dance Club Songs)           | 1              |
| Estados Unidos (Pop Songs)                      | 36             |
| Japão (Japan Hot 100)                           | 4              |
| Polónia (Dance Top 50)                          | 37             |

| País/Parada (2012)                    | Melhor posição |
| ------------------------------------- | -------------- |
| Estados Unidos (Hot Dance Club Songs) | 1              |

## Versão de SM The Performance
Spectrum foi regravada pela boy band sul-coreana SM The Performance, que é composta por alguns membros da SM Town, como seu single de estreia.  Ela foi lançada como single digital em 30 de dezembro de 2012 na Coreia do Sul sob o selo da S.M. Entertainment. A primeira apresentação de dança de "Spectrum" foi durante o SBS Gayo Daejeon, realizado em 29 de dezembro de 2012.
A coreografia foi feita por NappyTabs, que já colaborou com Christina Aguilera, BoA em "Only One" e TVXQ em "Humanoids". Os vocais foram fornecidos por Yunho do TVXQ, Donghae do Super Junior e Taemin do SHINee. Além destes, outros membros do SM The Performance são Eunhyuk do Super Junior, Minho do SHINee, e Kai e Lay do EXO.

### Desempenho nas paradas
| Gráfico             | Melhores posições |
| ------------------- | ----------------- |
| Gaon Weekly singles | 43                |

### Créditos
- SM The Performance - Vocais
  - Taemin - Vocal Principal
  - Donghae - Vocal Principal
  - Yunho - Vocal Principal
  - Eunhyuk - Vocal de apoio
  - Minho - Vocal de apoio
  - Kai - Vocal de apoio
  - Lay - Vocal de apoio